# ヴィルヘルム・フォン・ヘッセン (1933-)
ヴィルヘルム・フォン・ヘッセン（Wilhelm Prinz und Landgraf von Hessen、1933年8月14日 - ）は、ドイツの旧諸侯ヘッセン家の子孫で、ヘッセン＝フィリップスタール方伯家の家長（1954年 - ）。ヘルレスハウゼン生まれ。全名はヴィルヘルム・クロートヴィヒ・フリードリヒ・エルンスト・ヘルマン・パウル・フィリップ・ハインリヒ (Wilhelm Chlodwig Friedrich Ernst Hermann Paul Philipp Heinrich von Hessen-Philippsthal-Barchfeld)。

## 経歴
ヘッセン＝フィリップスタール＝バルヒフェルト公子ヴィルヘルムと、その妻でプロイセン王子フリードリヒ・ヴィルヘルムの娘であるマリアンネの間の第1子、長男として生まれた。父が第2次世界大戦中に戦死すると方伯家の家督相続者に指名され、1954年に祖父クロートヴィヒより家督を引き継いだ。
1961年8月5日にフランケンベルク・アン・デア・エーダーのフリードリヒスハウゼン地区（Friedrichshausen）において、オーダ・マティルデ・フォン・ガルミッセン（Oda Mathilde von Garmissen, 1935年 - 2017年）と結婚し、間に2人の息子をもうけた。
- ヴィルヘルム（1963年 - ） - 2002年、ズザンネ・フォン・カウフマン（Susanne von Kaufmann）と結婚
- オットー（1965年 - 2020年） - 1998年、Clara Blickhauserと結婚